# Кьюсак, Шинейд
Шинейд Кьюсак (англ. Sinéad Cusack, 18 февраля 1948 года, Долки, Дублин, Ирландия) — ирландская актриса театра, кино и телевидения, дважды номинировалась на Тони и пять раз на премию Лоренса Оливье.

## Биография
Шинейд Кьюсак, урождённая Джейн Мойра Кьюсак, родилась в пригороде Дублина Долки в семье ирландских актёров Морин Кили и Сирила Кьюсака. Две её родные сестры Сорча и Нив и сводная сестра Кэтрин тоже являются актрисами.
Первые роли Кьюсак сыграла в Эбби Театре в Дублине. В 1970 году она снялась в главной роли в фильме «Хоффман», где её партнёром был Питер Селлерс. В 1971 году она появилась в качестве приглашённой в телесериале «Сыщики-любители экстра класса» в роли богатой наследницы Дженни Линдли. В 1975 году она присоединилась к Королевской Шекспировской компании в Лондоне. В этом же году она появилась в трёх эпизодах шпионского сериала BBC «Куиллер».
Дебют Кьюсак на Бродвее состоялся в 1984 году, когда Королевская Шекспировская компания играла спектакли в США. Она заменила Элис Криге в роли Роксаны в пьесе Эдмона Ростана «Сирано де Бержерак», а также исполняла роль Биатрисы в «Много шума из ничего» Шекспира. Постановка «Сирано де Бержерака» в 1985 году была отснята для телевидения. Кьюсак за роль Роксаны получила номинацию на Тони. После показов в Нью-Йорке труппа дала тур по США, в том числе спектакли в Вашингтоне и Лос Анджелесе. В 1998 году она исполнила одну из своих самых известных театральных ролей О’Хара в пьесе «Леди из Слиго», которую она исполняла в Ирландии, на Бродвее и в Королевском национальном театре в Лондоне.
В 1992 году Кьюсак сыграла одну из главных ролей в фильме Стивена Джилленхола по роману Грэма Свифта «У воды», где её партнёром был Джереми Айронс. В 2004 году появилась в телесериале BBC — экранизации романа Элизабет Гаскелл — «Север и юг» в роли миссис Торнтон. В 2006 году ознаменовался ролью доктора Делии Сарридж в художественном фильме «V — значит вендетта», а также главной ролью в британском ситкоме «Снова дома». В 2011 году входила в основной состав телесериала «Камелот».
Вместе с актрисами Полой Дионисотти, Фионой Шоу, Джульет Стивенсон и Гарриет Уолтер Кьюсак внесла вклад в создание книги Кэрол Раттер, в которой рассказывается о современном исполнении ролей в классических шекспировских пьесах.

## Личная жизнь
С 1978 года Шинейд Кьюсак замужем за актёром Джереми Айронсом. У них родилось двое детей: Сэмуэль Джеймс (1978 г.) и Максимилиан Пол (1985 г.).
До встречи с Айронсом, в 1968 году Кьюсак родила сына и отдала его на усыновление. В 2007 году ирландские СМИ открыли, что Шинейд Кьюсак является биологической матерью ирландского политика-троцкиста Ричарда Бойда Барретта, который в то время баллотировался в Палату представителей Ирландии (с 2011 года является её членом). С тех пор мать и сын продолжают поддерживать отношения.
В 1998 году Кьюсак вместе с мужем были внесены в список крупнейших спонсоров Лейбористской партии Великобритании. Также Кьюсак является покровителем неправительственной организации, которая борется за права человека и демократию в Мьянме.

## Фильмография
- Дэвид Коперфильд (1969)
- Альфред Великий (1969)
- Хоффман (1970)
- Там Линь (1970)
- Месть (1971)
- Последний римейк «Красавчика Жеста» (1977)
- Дублинские убийства (1985)
- Ракета на Гибралтар (1988)
- Venus Peter (1989)
- У воды (1992)
- Плохое поведение (1993)
- Цементный сад (1993)
- Воробей (1993)
- Фламандская доска (1994)
- Ускользающая красота (1996)
- Племянник (1998)
- Две жизни (2000)
- Снова в колледж (2000)
- Мечта (2001)
- Я захватываю замок (2003)
- Матильда (2004)
- Север и юг (2004)
- V — значит вендетта (2006)
- Хвост тигра (2006)
- Порок на экспорт (2007)
- Комната с видом (2007)
- Трещины (2009)
- Камелот (2011)
- Гнев Титанов (2012)
- Море (2013)
- 37 дней (2014)
- Марчелла (2016)
- Малыш (2022)